# Tempo e Argumento

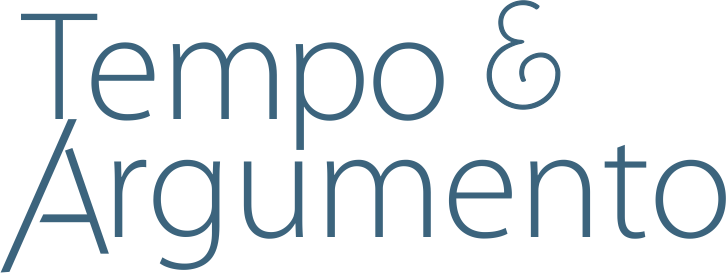
Logo de Tempo & Argument desde su fundación.

Tempo e Argumento (TeA) es una revista trimestral, creada en 2009, especializada en Historia del Tiempo Presente y campos afines. Es una iniciativa del Programa de Posgrado en Historia de la Universidad del Estado de Santa Catarina. Desde 2014, Tempo e Argumento ocupa el estrato Qualis A1 en Historia, una de las mejores posiciones en la evaluación de revistas promovida por la Coordinación de Perfeccionamiento del Personal de Educación Superior (Capes) .

## Historia y objetivos
La revista Tempo e Argumento fue creada en 2009 con el objetivo de constituir un espacio de difusión de estudios recientes, innovadores y de referencia en el campo de la Historia del Tiempo Presente . La revista, al promover el intercambio de informaciones y experiencias entre investigadores e instituciones brasileñas y extranjeras, ha estimulado la producción científica en el área de Historias y afines. Por su alcance y las iniciativas adoptadas, esto significa promover el debate de cuestiones teórico-metodológicas relacionadas con el área de la Historia y posibilitar la circulación con acceso abierto de publicaciones, comentarios, artículos, entrevistas y documentos de carácter historiográfico. naturaleza.
En los últimos años la revista se ha destacado por buscar producción calificada y enfoques innovadores en las discusiones sobre la Historia del Tiempo Presente en América Latina, con especial énfasis en países como Brasil, Argentina, Chile, México y Uruguay . Las relaciones con investigadores ubicados en Europa siguen siendo constantes, con aportes en forma de artículos y ensayos publicados por portugueses, españoles, franceses, entre otros . Más recientemente, la diversificación de enfoques y temas y la constante difusión de la revista han permitido ampliar su alcance y recibir aportes de académicos de países como Mozambique y Estados Unidos .
Desde 2021, la revista Tempo e Argumento adoptó la publicación en flujo continuo, lo que la inserta en el modelo más actual y ágil utilizado por diferentes revistas científicas.

## Calidad
En la evaluación que se refiere al trienio 2013-2016 por el sistema institucional brasileño Qualis, sostenido y medido por la CAPES, organismo del Ministerio de Educación, la revista Tempo e Argumento se ubica en el estrato A2 en el área de Historia, que es decir, en el grupo de publicaciones periódicas consideradas de alto impacto y relevancia científica. De acuerdo con el sistema de publicaciones científicas Ranking Redib, Tempo & Argumento en 2020 alcanzó el puesto 45 en el índice global y el 5º lugar entre las revistas brasileñas en el área de Historia.
En mayo de 2022, se publicó el índice bibliométrico SCImago Journal Rank (SJR) del año anterior. La SJR presenta un ranking de revistas que se encuentran indexadas en la base de datos de revistas Scopus, de la empresa Elsevier . Entre otras cuestiones, mide el prestigio científico de la revista, a partir de indicadores como número de citas y redes de colaboración. En el área de Historia, Tempo e Argumento es la segunda revista mejor ubicada de Brasil y por tercer año consecutivo, Tempo e Argumento está en el Q1 (cuartil 1) . En este cuartil se encuentran las revistas con mejor desempeño en su categoría .
Desde su primera edición, en 2009, la revista Tempo e Argumento publica artículos de referencia en el área de Historia del Tiempo Presente, promoviendo debates sobre el papel social del historiador y las múltiples capas que atraviesan el tiempo histórico. Entre algunos de los intelectuales que han publicado en la revista se encuentran: Carlos Fico, Rodrigo Patto Sá Motta, Marieta de Moraes Ferreira, François Dosse, Henry Rousso, entre otros.